# Submarino S-01
El G7 o S-01 (según la época) fue un submarino de la Armada Española, un U-Boot del tipo VIIC que recibió anteriormente el numeral U 573 mientras perteneció a la Kriegsmarine.

## Bajo bandera de la Kriegsmarine
El 8 de junio de 1940 se iniciaba en los astilleros de la Blohm & Voss de Hamburgo la construcción del U 573, un tipo VIIC que sería entregado a la Kriegsmarine el 5 de junio de 1941, bajo el mando del Kapitänleutnant Heinrich Heinsohn. 
Fue asignado a la 3.ª Flotilla con base en Kiel y en septiembre fue destinado a La Pallice, donde permanecería hasta enero de 1942. El 21 de diciembre cruzó el Estrecho de Gibraltar, incorporándose a la 29.ª Flotilla con base en La Spezia. 
En sus cuatro misiones de patrulla sólo logró hundir al vapor mercante noruego Hellen de 5 289 toneladas el 21 de diciembre de 1941. 
El 29 de abril de 1942, navegando al noroeste de Argel, fue detectado y atacado por un Lockheed Hudson de la Escuadrilla 233 de la Royal Air Force. El lanzamiento de cargas de profundidad de 325 libras provocó graves daños en el submarino, aunque consiguió escapar. Ante la imposibilidad de llegar a su base, se dirigió hacia España, llegando a Cartagena el 2 de mayo y navegando únicamente con el motor eléctrico de babor.
El gobierno español concedió un período de tres meses para realizar reparaciones, lo que provocó protestas de los Aliados, ya que violaba las normas internacionales sobre internamiento. Sin embargo, ante la imposibilidad de reparar el submarino dentro del tiempo marcado por las leyes internacionales, su dotación procedió a destruir la documentación y parte de los equipos de a bordo, tras lo cual el U 573 quedó internado y sus tripulantes repatriados a Alemania en las semanas siguientes, decidiéndose posteriormente su venta a la Armada Española por 1 500 000 reichsmarks. Fue recibido el 2 de agosto, fecha en la que causó alta en la Lista Oficial de Buques de la Armada.
La tripulación y su comandante fueron repatriados en marzo de 1943. El teniente de navío Heinrich Heinsohn moriría dos meses después al mando del U 438 en el Atlántico Norte.

## Bajo bandera española

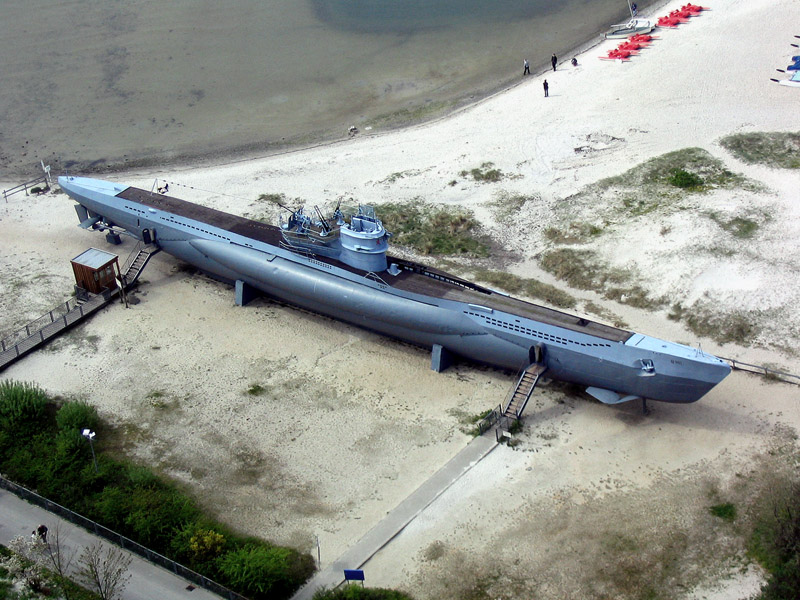
U-995, del tipo VIIC.

El G7 quedó en reserva para reparaciones a partir del 30 de diciembre de 1942, retrasándose el comienzo de los trabajos de reparación hasta que se dispusiese de información y ayuda técnica alemana que llegaba de manera lenta e incompleta. 
Al fin y tras un largo retraso, las reparaciones del submarino se iniciaron en agosto de 1943 y se prolongarían hasta 1947, cuando el G7 se hizo nuevamente a la mar, momento en el que a pesar de estar ya desfasado, se convirtió en la mejor unidad del arma submarina de la Armada Española.
Aunque se realizaron intentos de modernización, como el proyecto que la Empresa Nacional Bazán comenzó en 1951 a requerimiento de la Armada de desarrollo de un snorkel, tanto para el G7 como para los Clase D y los Clase General Mola, lo cierto es que ninguno de ellos se llegó a llevar a cabo y apenas sufrió modificaciones durante su permanencia en las filas de la Armada. 
- Su típico cortarredes de proa le fue pronto suprimido.
- La ametralladora antiaérea de 20 mm de popa de la torreta permaneció hasta los años sesenta.

Hasta la llegada en 1959 del S-31 Almirante García de los Reyes, transferido a la Armada en virtud de los Acuerdos de 1953 entre España y los Estados Unidos, el G7 fue la mejor unidad de la Flotilla de submarinos, a pesar de carecer de modernos equipos de sonar, radar e incluso de snorkel. 
En 1961 cambió su denominación por la de S-01 y, al igual que a los otros submarinos de la Armada Española, se le sustituyó el hasta entonces habitual gris naval en su pintura por el nuevo color negro adoptado por el arma submarina para todos sus componentes.
Causó baja en la Lista Oficial de Buques de la Armada por Orden Ministerial n.º 246 de fecha 2 de mayo de 1970. Posteriormente fue subastado por 3 334 751 pesetas y desguazado, a pesar de los esfuerzos que se hicieron para intentar su conservación como buque museo.
El cañón Rheinmetall Borsig de 88 mm/45 está expuesto en el Museo Naval de Cartagena.

## Comandantes del submarino
| Empleo             | Nombre                             | Desde                    | hasta                    |
| ------------------ | ---------------------------------- | ------------------------ | ------------------------ |
| Teniente de Navío  | Heinsohn, Heinrich                 | 1 de junio de 1941       | 2 de agosto de 1942      |
| Capitán de Corbeta | Carrero Carré, Guillermo           | 1 de enero de 1946       | 26 de septiembre de 1949 |
| Capitán de Corbeta | Ayuso Serrano, Jacinto             | 26 de septiembre de 1949 | 27 de noviembre de 1952  |
| Capitán de Corbeta | Flórez y Cabeza de Vaca, Joaquín   | 27 de noviembre de 1952  | 18 de noviembre de 1954  |
| Capitán de Corbeta | Clavijo Navarro, Tomás             | 18 de noviembre de 1954  | 4 de mayo de 1956        |
| Capitán de Corbeta | Moreno Aznar, Juan Antonio         | 4 de mayo de 1956        | 4 de mayo de 1960        |
| Capitán de Corbeta | González Romero, Enrique           | 4 de mayo de 1960        | 20 de septiembre de 1961 |
| Capitán de Corbeta | Rodríguez Méndez-Núñez, Luis       | 20 de septiembre de 1961 | 15 de febrero de 1965    |
| Capitán de Corbeta | Martí Narbona, Luis Fernando       | 15 de febrero de 1965    | 15 de septiembre de 1966 |
| Capitán de Corbeta | Segura Agacino, Enrique            | 15 de septiembre de 1966 | 23 de abril de 1968      |
| Capitán de Corbeta | Cavestany García, Francisco Javier | 23 de abril de 1968      | 2 de mayo de 1970        |